# Италия на летних Олимпийских играх 1984
Италия была представлена на летних Олимпийских играх 1984 года 268 спортсменами (222 мужчины, 46 женщин), выступившими в состязаниях по 23 видам спорта. Итальянская сборная завоевала 32 медали (14 золотых, 6 серебряных и 12 бронзовых), что вывело её на 5 место в неофициальном командном зачёте.

## Медалисты
| Медаль  | Спортсмен | Вид спорта            | Дисциплина                              |
| ------- | --- | --------------------- | --------------------------------------- |
| Золото  | Альберто Кова | Лёгкая атлетика       | Мужчины, 10.000 м                       |
| Золото  | Алессандро Андреи | Лёгкая атлетика       | Мужчины, толкание ядра                  |
| Золото  | Габриэлла Дорио | Лёгкая атлетика       | Женщины, 1500 м                         |
| Золото  | Маурицио Стекка | Бокс                  | Мужчины, до 54 кг                       |
| Золото  | Марчелло Барталини Марко Джиованнетти Эрос Поли Клаудио Ванделли | Велоспорт             | Мужчины, командная раздельная гонка     |
| Золото  | Мауро Нума | Фехтование            | Мужчины, рапира, личное первенство      |
| Золото  | Мауро Нума Анджело Скури Андреа Борелла Стефано Чериони Андреа Чипресса | Фехтование            | Мужчины, рапира, командное первенство   |
| Золото  | Фердинандо Мельо Джованни Скальцо Анджело Арчидиаконо Джанфранко Далла Барба Марко Марин | Фехтование            | Мужчины, сабля, командное первенство    |
| Золото  | Норберто Обербургер | Тяжёлая атлетика      | Мужчины, до 110 кг                      |
| Золото  | Винченцо Маэнца | Борьба                | Мужчины, греко-римская борьба, до 48 кг |
| Золото  | Даниэле Масала | Современное пятиборье | Мужчины, личное первенство              |
| Золото  | Даниэле Масала Карло Массулло Пьерпаоло Кристофори | Современное пятиборье | Мужчины, командное первенство           |
| Золото  | Кармине Аббаньяле Джузеппе Аббаньяле Джузеппе ди Капуа | Академическая гребля  | Мужчины, двойки распашные без рулевого  |
| Золото  | Лучано Джованнетти | Стрельба              | Трап                                    |
| Серебро | Сара Симеони | Лёгкая атлетика       | Женщины, прыжки в высоту                |
| Серебро | Сальваторе Тодиско | Бокс                  | Мужчины, до 48 кг                       |
| Серебро | Франческо Дамиани | Бокс                  | Мужчины, свыше 91 кг                    |
| Серебро | Эцио Гамба | Дзюдо                 | Мужчины, до 71 кг                       |
| Серебро | Эдит Гуфлер | Стрельба              | Женщины, пневматическая винтовка, 10 м  |
| Серебро | Марко Марин | Фехтование            | Мужчины, сабля, личное первенство       |
| Бронза  | Маурицио Дамилано | Лёгкая атлетика       | Мужчины, ходьба 20 км                   |
| Бронза  | Сандро Беллуччи | Лёгкая атлетика       | Мужчины, ходьба 50 км                   |
| Бронза  | Джованни Эванджелисти | Лёгкая атлетика       | Мужчины, прыжки в длину                 |
| Бронза  | Лучано Бруно | Бокс                  | Мужчины, до 67 кг                       |
| Бронза  | Анджело Музоне | Бокс                  | Мужчины, до 91 кг                       |
| Бронза  | Стефано Чериони | Фехтование            | Мужчины, рапира, личное первенство      |
| Бронза  | Роберто Манци Анджело Маццони Стефано Беллоне Сандро Куомо Козимо Ферро | Фехтование            | Мужчины, шпага, командное первенство    |
| Бронза  | Дорина Ваккарони | Фехтование            | Женщины, рапира, личное первенство      |
| Бронза  | Карло Массулло | Современное пятиборье | Мужчины, личное первенство              |
| Бронза  | Лука Скрибани Росси | Стрельба              | Скит                                    |
| Бронза  | Франко Бертоли Паоло Векки Фабио Вулло Франческо Даль'Олио Джанкарло Даметто Джованни Ланфранко Андреа Луккетта Пьер Луккетта Гвидо Луиджи Марко Негри Пьеро Ребауденго Джованни Эррикьелло | Волейбол              | Мужчины                                 |
| Бронза  | Джорджо Горла Альфио Перабони | Парусный спорт        | Класс «Звёздный»                        |

## Результаты соревнований

### Академическая гребля
В следующий раунд из каждого заезда проходили несколько лучших экипажей (в зависимости от дисциплины). В финал A выходили 6 сильнейших экипажей, ещё 6 экипажей, выбывших в полуфинале, распределяли места в малом финале B.
Мужчины
| Соревнование | Спортсмены                  | Предварительный заезд | Предварительный заезд | Предварительный заезд | Отборочный заезд | Отборочный заезд | Отборочный заезд | Полуфинал | Полуфинал | Полуфинал | Финал   | Финал   | Итоговое место |
| Соревнование | Спортсмены                  | Заезд                 | Время                 | Место                 | Заезд            | Время            | Место            | Заезд     | Время     | Место     | Время   | Место   | Итоговое место |
| ------------ | --------------------------- | --------------------- | --------------------- | --------------------- | ---------------- | ---------------- | ---------------- | --------- | --------- | --------- | ------- | ------- | -------------- |
| двойки       | Марко Романо Паскуале Айезе | 3                     | 7:03,06               | 1 Q                   | не участвовали   | не участвовали   | не участвовали   | 2         | 6:58,38   | 3 QA      | Финал A | Финал A | 5              |
| двойки       | Марко Романо Паскуале Айезе | 3                     | 7:03,06               | 1 Q                   | не участвовали   | не участвовали   | не участвовали   | 2         | 6:58,38   | 3 QA      | 6:55,88 | 5       | 5              |